# Route nationale 13
Die Route nationale 13 oder N13 ist eine französische Nationalstraße, die 1824 zwischen Paris und Cherbourg festgelegt wurde. Sie geht auf die Route impériale 14 zurück. Ihre Länge betrug 344,5 Kilometer. 1836 wurde sie westlich von Lisieux auf einem kurzen Abschnitt auf eine neue, 2 Kilometer längere, Führung verlegt. 1844 wurde sie bis zum Fort de Querqueville um 8 Kilometer verlängert. 1949 tauschte sie mit der N190 die Trasse zwischen Saint-Germain-en-Laye und Mantes-la-Jolie. Dabei änderte sich die Länge auf 353,5 Kilometer. 1971 wurde das Stück zwischen Cherbourg und dem Fort, bis auf den Teil das die N801 unterbrach, abgestuft. 1973 wurde sie zwischen Orgeval und Mantes-la-Jolie abgestuft. 2006 erfolgte dann bis auf den Abschnitt Caen und Cherbourg, einem kurzen Stück zwischen dem Boulevard Périphérique de Paris und La Défense (unter diesem verläuft der Westteil der Metrolinie 1 und die RER-Linie A), der Südumgehung von Saint-Germain-en-Laye samt Anbindung nach Westen an die A13, sowie zwischen der Anschlussstelle 15 der A13 und der Ostumgehung von Évreux die Abstufung der N13.

## Streckenführung
| Position | km  | höchste zulässige Gesamtgeschwindigkeit | Fahrbahnen                   | Typ                                | Breitengrad | Längengrad |
| -------- | --- | --------------------------------------- | ---------------------------- | ---------------------------------- | ----------- | ---------- |
| 1        | 90  | 2                                       |                              | A 14/D992_92 / N1014               | 48.8908     | 2.2417     |
| 2        | 90  | 2                                       | Ende der Einhausung          | Boulevard Circulaire (Puteaux)     | 48.8899     | 2.2389     |
| 3        | 90  | 2                                       | Teil-Anschlussstelle         | Boulevard Circulaire (Puteaux)     | 48.8883     | 2.2350     |
| 4        | 90  | 2                                       | Ende der Autobahn            |                                    | 48.8883     | 2.2350     |
| 5        | 110 | 2                                       | Beginn an Straße             | Saint-Germain-en-Laye              | 48.8869     | 2.0988     |
| 6        | 110 | 2                                       | Teil-Anschlussstelle         | Saint-Germain-en-Laye              | 48.8869     | 2.0988     |
| 7        | 110 | 2                                       | Vollständige Anschlussstelle | Saint-Germain-en-Laye              | 48.8926     | 2.0826     |
| 8        | 110 | 2                                       |                              | N184                               | 48.8992     | 2.0739     |
| 9        | 110 | 2                                       | Ende an Straße               |                                    | 48.8992     | 2.0739     |
| 10       | 110 | 2                                       | Beginn an Straße             |                                    | 49.0090     | 1.4140     |
| 11       | 110 | 2                                       | Teil-Anschlussstelle         | Pacy-sur-Eure                      | 49.0080     | 1.4030     |
| 12       | 110 | 2                                       | Teil-Anschlussstelle         | Pacy-sur-Eure                      | 49.0084     | 1.3907     |
| 13       | 110 | 2                                       | Brücke                       | Eure                               | 49.0084     | 1.3847     |
| 14       | 110 | 2                                       | Vollständige Anschlussstelle | Pacy-sur-Eure                      | 49.0110     | 1.3565     |
| 15       | 110 | 2                                       | Ende an Straße               |                                    | 49.0127     | 1.3416     |
| 16       | 110 | 2                                       | Beginn der Autobahn          |                                    | 49.0147     | 1.2132     |
| 17       | 110 | 2                                       | Ende der Autobahn            | N1013                              | 49.0143     | 1.1985     |
| 18       | 110 | 2                                       | Beginn der Autobahn          | N814                               | 49.1907     | -0.4203    |
| 19       | 110 | 2                                       | Vollständiges Dreieck        | N814                               | 49.1905     | -0.4234    |
| 20       | 110 | 2                                       | Vollständige Anschlussstelle | Carpiquet-Franqueville-CCial       | 49.1931     | -0.4396    |
| 21       | 110 | 2                                       |                              | Rots                               | 49.1973     | -0.4625    |
| 22       | 110 | 2                                       | Teil-Anschlussstelle         | Rots                               | 49.1976     | -0.4710    |
| 23       | 110 | 2                                       | Teil-Anschlussstelle         | Bretteville-l’Orgueilleuse         | 49.2079     | -0.5119    |
| 24       | 110 | 2                                       | Teil-Anschlussstelle         | Bretteville-l’Orgueilleuse         | 49.2150     | -0.5278    |
| 25       | 110 | 2                                       | Vollständige Anschlussstelle | Brouay                             | 49.2203     | -0.5416    |
| 26       | 110 | 2                                       | Vollständige Anschlussstelle | Loucelles                          | 49.2332     | -0.5791    |
| 27       | 110 | 2                                       | Ende der Autobahn            | A 13                               | 49.2401     | -0.6018    |
| 28       | 110 | 2                                       | Beginn der Autobahn          | A 13                               | 49.3135     | -0.8374    |
| 29       | 110 | 2                                       | Teil-Anschlussstelle         |                                    | 49.3320     | -0.9000    |
| 30       | 110 | 2                                       | Teil-Anschlussstelle         |                                    | 49.3350     | -0.9210    |
| 31       | 110 | 2                                       | Teil-Anschlussstelle         | La Cambe                           | 49.3380     | -1.0070    |
| 32       | 110 | 2                                       | Teil-Anschlussstelle         | La Cambe                           | 49.3430     | -1.0220    |
| 33       | 110 | 2                                       | Teil-Anschlussstelle         | Osmanville                         | 49.3370     | -1.0610    |
| 34       | 110 | 2                                       | Teil-Anschlussstelle         | Osmanville                         | 49.3307     | -1.0716    |
| 35       | 110 | 2                                       | Teil-Anschlussstelle         | Osmanville                         | 49.3197     | -1.0925    |
| 36       | 110 | 2                                       | Brücke                       | Aure inférieure                    | 49.3191     | -1.0929    |
| 37       | 110 | 2                                       | Vollständige Anschlussstelle | Isigny-sur-Mer                     | 49.3113     | -1.0974    |
| 38       | 110 | 2                                       | Brücke                       | Vire                               | 49.3063     | -1.1400    |
| 39       | 110 | 2                                       |                              | Cantepie                           | 49.3037     | -1.1595    |
| 40       | 110 | 2                                       | Vollständiges Dreieck        | N174                               | 49.3030     | -1.1747    |
| 41       | 110 | 2                                       | Vollständige Anschlussstelle | N174-Carentan (ost)                | 49.3050     | -1.2100    |
| 42       | 110 | 2                                       | Vollständige Anschlussstelle | Carentan                           | 49.3206     | -1.2422    |
| 43       | 110 | 2                                       | Vollständige Anschlussstelle | Carentan (west)-Saint-Côme-du-Mont | 49.3351     | -1.2631    |
| 44       | 110 | 2                                       | Teil-Anschlussstelle         | Hiesville/Houesville               | 49.3618     | -1.2799    |
| 45       | 110 | 2                                       | Teil-Anschlussstelle         | Carquebut                          | 49.3807     | -1.2966    |
| 46       | 110 | 2                                       | Vollständige Anschlussstelle | Sainte-Mère-Église                 | 49.4023     | -1.3113    |
| 47       | 110 | 2                                       | Vollständige Anschlussstelle | Neuville-au-Plain                  | 49.4249     | -1.3303    |
| 48       | 110 | 2                                       | Beginn der Autobahn          |                                    | 49.5809     | -1.5871    |
| 49       | 110 | 2                                       | Teil-Anschlussstelle         | Tollevast                          | 49.5844     | -1.5929    |
| 50       | 110 | 2                                       | Kreisverkehr                 | La Glacerie                        | 49.5996     | -1.5973    |
| 51       | 90  | 3                                       |                              | La Glacerie                        | 49.6200     | -1.5818    |
| 52       | 90  | 3                                       |                              | La Glacerie                        | 49.6271     | -1.5821    |
| 53       | 90  | 3                                       |                              | N132 Tourlaville                   | 49.6358     | -1.5760    |
| 54       | 110 | 2                                       | Teil-Anschlussstelle         |                                    | 49.6355     | -1.5668    |
| 55       | 110 | 2                                       | Vollständige Anschlussstelle | Tourlaville                        | 49.6342     | -1.5594    |
| 56       | 110 | 2                                       | Teil-Anschlussstelle         | Tourlaville (ost)                  | 49.6368     | -1.5518    |
| 57       | 110 | 2                                       | Teil-Anschlussstelle         | Tourlaville (nord)                 | 49.6505     | -1.5652    |
| 58       | 110 | 2                                       | Kreisverkehr                 | Port de Cherbourg                  | 49.6535     | -1.5789    |
| 59       | 90  | 2                                       | Ende an Kreisverkehr         | Barreau des Flamands               | 49.6485     | -1.5919    |

## Seitenäste in und bei Cherbourg
Die N13 bekam 1852 in Cherbourg drei Seitenäste, die den Militärhafen anschlossen. Sie entstanden während der Modernisierung der Verteidigungsanlagen in Cherbourg. Verwendet wurden die Buchstaben „a“ bis „c“:
- Route nationale 13a
- Route nationale 13b
- Route nationale 13c

1858 wurden zwei weitere Seitenäste festgelegt. Diese verliefen zum Fort des Flamands und Mare de Tourlaville. Nummeriert wurde diese erst 1933 als N801A und N801B. Alle wurden 1971 abgestuft.
- Route nationale 801a
- Route nationale 801b

## N13d
Die N13D war ein Seitenast der N13, der 1947 als Anbindung von Utah Beach festgelegt wurde. Die Länge betrug 13 Kilometer. 1973 wurde die Straße abgestuft. Von 1974 bis 1978 wurde der nördliche und östliche Teil des Boulevard Périphérique von Caen als N13D genummert. Dieser verlief zwischen der Anschlussstelle 13 und Anschlussstelle 8 (über Anschlussstelle 1). Der nördliche Teil zwischen Anschluss 1 und Anschluss 8 wurde zur N413 und der Teil zwischen Anschluss 13 und Anschluss 1 zur N513.

## N413
Die N413 war von 1978 bis 1999 ein Seitenast der N13, der als Teil des Boulevard Périphérique von Caen zwischen den Anschlussstellen 1 und 9 verlief. 1999 wurde er zu N814, welche die komplette Ringstraße um Caen umfasst.

## N513
Die N513 war von 1978 bis 1999 ein Seitenast der N13, der als Teil des Boulevard Périphérique von Caen zwischen den Anschlussstellen 11 und 1, sowie von dieser weiter nördlich bis zu D513 (Ex N813), verlief. Der Teil der Ringstraße wurde 1999 zur N814, welche die komplette Ringstraße von Caen umfasst, und der restliche Teil wurde zu D403.

## N1013
Die N1013 ist die Nummer von zwei Seitenästen der N13. Einer verläuft in La Défense bei Paris, der andere ist die Südumgehung von Évreux.
- Siehe Route nationale 1013

## N2013
Die N2013 war bis 2006 die Nummer von alten Trassierungen der N13 zwischen Caen und Cherbourg-Octeville, die immer benutzt wurde, wenn eine Umgehungsstraße in Betrieb genommen wurde, auf die die N13 verlegt wurde.